# Guto Inocente
Carlos Augusto Inocente Filho (nascido em 29 de maio de 1986), mais conhecido como Guto Inocente, é um lutador brasileiro de MMA e Kickboxing. Atualmente ele luta na categoria dos Meio Pesados e Super Pesados no kickboxing.
Em 2017, ele foi medalhista de ouro do Kickboxing nos Jogos Mundiais, categoria "Super Peso pesado" (+91 kg).

## Carreira no MMA

### Início da Carreira
Com base no kickboxing e Jiu-Jitsu, Inocente iniciou sua carreira no MMA em 2005. Ele fez sete lutas em cinco anos, sendo duas delas para Shooto. Lá ele derrotou Vitor Miranda e um mês mais tarde, Gustavo Moia, para se tornar o campeão sul-americano do Shooto. Em 2011, com o cartel de 5-2, Inocente assinou com o Strikeforce.

### Strikeforce
Inocente era esperado para enfrentar Lionel Lanham no Strikeforce Challengers: Bowling vs. Voelker, porém ele se lesionou e foi substituído por T.J. Cook.
Guto enfrentou Virgil Zwicker no Strikeforce: Barnett vs. Cormier. Ele venceu por decisão unânime dos juízes (29–28, 29–28, 30–27).
Inocente era esperado para enfrentar Gian Villante no Strikeforce: Melendez vs. Healy, porém o canal de TV Showtime cancelou o evento após lesão de Melendez.

### Ultimate Fighting Championship
Após o fim do Strikeforce, Inocente assinou com o UFC.
Inocente era esperado para enfrentar Shane Del Rosario no UFC 168, porém ambos sofreram lesões e a luta foi cancelada.
Depois de mais de dois anos longe do octógono, Inocente fez sua estreia no UFC no The Ultimate Fighter 19 Finale em 6 de Julho de 2014 contra Derrick Lewis. Ele foi derrotado por nocaute no primeiro round.
Guto desceu para os Meio Pesados e enfrentou o veterano australiano Anthony Perosh em 7 de Novembro de 2014 no UFC Fight Night: Rockhold vs. Bisping. Ele foi derrotado por finalização no primeiro round. Com as duas derrotas seguidas, Inocente foi liberado do UFC em janeiro de 2015.

## Volta ao Kickboxing
Em Setembro de 2015 Guto fez sua reestreia no Kickboxing pela organização WGP Kickboxing Maior evento da América Latina na modalidade. Guto enfrentou o brasileiro Felipe Micheletti onde venceu o duelo por decisão unânime dos juízes e conquistou o cinturão na categoria até 94 kg da organização.
No dia 26 de fevereiro de 2016 Guto fez sua estreia no Glory Kickboxing maior evento de Kickboxing da atualidade, Guto conseguiu o nocaute aos 40 segundos do primeiro round sobre o americano Demoreo Dennis.
Em Abril de 2016 guto voltou ao WGP para defender seu título sendo que agora em uma nova categoria de peso Guto passou a ser campeão da categoria dos super pesados da organização acima dos 94 kg. Guto defendeu seu título contra o argentino Lucas Alsina onde conseguiu a vitória através de fortes chutes na perna do seu adversário.
Em setembro de 2016 Guto volta ao Glory Kickboxing onde enfrentou o egípcio Hesdy Gerges, os dois travaram uma luta dura onde Guto saiu com a vitória por decisão divida dos juízes.

## Campeonatos e realizações
- Mixed martial arts
  - Campeão Sul-Americano no Shooto (uma vez)
  - Campeão no WFE Light Heavyweight (uma vez)[14]
- Kickboxing
  - 2016 WGP Kickboxing +94 kg;
  - 2015 WGP Kickboxing -94 kg;
  - 2008/2009 Campeão Brasileiro no World Association of Kickboxing Organization (W.A.K.O.) em São Paulo, Brazil  (91 kg)[15][16]
  - 2006 Campeão Pan-americano no W.A.K.O. em Niterói, Brasil  (91 kg)[17]
  - 2008 Campeão Pan-americano no W.A.K.O. em Viña del Mar, Chile (91 kg)[18]
  - 2010 Campeão Pan-americano no W.A.K.O. em Guarujá, Brasil  (91 kg)[19]
  - 2007 Campeão Sul-americano no W.A.K.O. em São Paulo, Brasil  (91 kg)[20]
  - 2009 Campeão Sul-americano no W.A.K.O. em Asunción, Paraguai  (91 kg)[21]
  - 2009 Vice-Campeão Mundial no W.A.K.O. em Villach, Áustria  (91 kg)[22]

## Cartel no MMA
| Cartel no MMA   |            |            |
| 10 lutas        | 6 vitórias | 4 derrotas |
| Por nocaute     | 2          | 1          |
| Por finalização | 3          | 1          |
| Por decisão     | 1          | 2          |

| Res.    | Cartel | Oponente              | Método                       | Evento                                | Data                   | Round | Tempo | Local                      | Notas                                                |
| ------- | ------ | --------------------- | ---------------------------- | ------------------------------------- | ---------------------- | ----- | ----- | -------------------------- | ---------------------------------------------------- |
| Derrota | 6-4    | Anthony Perosh        | Finalização (mata leão)      | UFC Fight Night: Rockhold vs. Bisping | 7 de novembro de 2014  | 1     | 3:46  | Sydney                     | Volta aos Meio Pesados.                              |
| Derrota | 6-3    | Derrick Lewis         | Nocaute (socos)              | The Ultimate Fighter 19 Finale        | 6 de julho de 2014     | 1     | 3:30  | Las Vegas, Nevada          | Estreia no UFC. Luta nos Pesados                     |
| Vitória | 6–2    | Virgil Zwicker        | Decisão (unânime)            | Strikeforce: Barnett vs. Cormier      | 7 de janeiro de 2012   | 3     | 5:00  | San Jose, California       |                                                      |
| Vitória | 5–2    | Gustavo Moia          | Nocaute (chute)              | Shooto Brazil 18                      | 17 de setembro de 2010 | 1     | 0:40  | Brasília, Distrito Federal | Venceu o Título Peso Pesado do Shooto Sul-Americano. |
| Vitória | 4–2    | Kléber Raimundo Silva | TKO (lesão)                  | Win Fight and Entertainment 7         | 21 de agosto de 2010   | 2     | N/A   | Salvador, Bahia            | Ganhou o Título Meio Pesado do WFE.                  |
| Vitória | 3–2    | Vitor Miranda         | Finalização (socos)          | Shooto Brazil 17                      | 6 de agosto de 2010    | 2     | 1:43  | Rio de Janeiro             |                                                      |
| Derrota | 2–2    | Ismael de Jesus       | Decisão (unânime)            | Goiânia Open Fight 2                  | 12 de maio de 2007     | 3     | 5:00  | Goiânia, Goiás             |                                                      |
| Vitória | 2–1    | Junior Beba           | Finalização (triângulo)      | Paraúna Fight                         | 12 de agosto de 2006   | 1     | 2:30  | Paraúna, Goiás             |                                                      |
| Vitória | 1–1    | Diego Nunes           | Finalização (chave de braço) | Extreme Fight Brasília                | 6 de abril de 2005     | 1     | N/A   | Brasília, Distrito Federal |                                                      |
| Derrota | 0–1    | Leandro Silva         | Decisão (unânime)            | Goiânia Open Fight 1                  | 19 de março de 2005    | 3     | 5:00  | Goiânia, Goiás             |                                                      |